# Jonathan Ive
Jonathan Paul "Jony" Ive, född 27 februari 1967 i Chingford i London i Storbritannien, är en brittisk-amerikansk industriformgivare. Han var tidigare designchef vid Apple Inc. i Kalifornien. Han är internationellt känd för att ha designat Apples iMac och iPod.

## Biografi
Jonathan Ive växte upp i London och utbildade sig till formgivare 1985-1989 på dåvarande Newcastle Polytechnic i Newcastle. Efter kandidatexamen började han arbeta på den brittiska designfirman Tangerine och flyttade 1992 till San Francisco i USA för att arbeta på Apple. Han blev chef för design 1997 i samband med att Steve Jobs återvände till företaget. 
Jonathan Ive gifte sig med historikern Heather Pegg 1987 och tillsammans har de ett par tvillingsöner. Paret bor i Twin Peaks utanför San Francisco i Kalifornien. 
I juni 2019 lämnade han Apple för att starta LoveFrom tillsammans med industridesignern Marc Newson.

## Priser och utmärkelser
- Design Museums "Designer of the Year Award", 2002 och 2003
- Orden "Commander of the British Empire" av drottning Elizabeth, 2
- "National Design Award" för sitt arbete med Iphone, 2007
- Brittiskt adelskap, 2012

- Jonathan Ive är representerad vid bland annat Nationalmuseum[3].